# 3C 244.1
3C 244.1 hay Ursa Major B (hoặc các tên khác là 4C 58.21, DA 287, LEDA 2821461) là tên của một thiên hà radio nằm trong chòm sao Đại Hùng. Nó được phân loại là nguồn phát ra sóng vô tuyến FR II (Fanaroff-Riley Type II), điều này nghĩa là độ sáng lên theo khoảng cách tính từ lõi. Nó có hai thùy phát ra sóng vô tuyến, hai thùy này không đối xứng với nhau và nằm thiên hà 3C 244.1. Hai thùy này có một góc phân tách 52" ở góc 168°. Bằng phép đo dựa trên dải quang học, thiên hà này cách chúng ta 1,5 Giga parsec và tương ứng là giá trị dịch chuyển đỏ z = 0,428. Thiên hà này nằm chung với một cụm các thiên hà khác.
Các bức ảnh từ kính viễn vọng Hubble đã cho thấy nó là một thiên hà elip có cấu trúc mảnh như sợi tơ. Các luồng sóng vô tuyến phát ra bởi nhân thiên hà hoạt động và chúng tương tác với môi trường liên sao. Những đặc điểm này thì thường có ở nhiều thiên hà có nhân hoạt động khác. Tỷ lệ trục của thiên hà elip này là 1,4, nghĩa là nó lớn gấp khoảng 1,4 lần khi dọc theo trục chính khi so với lúc nó dọc theo trục vuông góc.
Tại vị trí tâm của thiên hà này có chứa một lỗ đen siêu khối lượng với khối lượng khoảng (9.5 ± 6.6) × 108 lần khối lượng mặt trời.

## Dữ liệu hiện tại
Theo như quan sát, đây là thiên hà nằm trong chòm sao Đại Hùng và dưới đây là một số dữ liệu khác:
Xích kinh 10h 33m 33.90s
Độ nghiêng +58° 14′ 36.0″
Dịch chuyển đỏ (Redshift) 0.43
Cấp sao biểu kiến 19